# География Хорватии
Хорватия — государство на юге Центральной Европы, частично на Балканском полуострове (юго-запад). Территория страны составляет 56 594 км², что делает Хорватию 127 по величине государством мира. Граничит с Боснией и Герцеговиной и Сербией (на востоке), Словенией (на западе), Венгрией (на севере) и Черногорией (на юго-востоке); на юге омывается водами Адриатического моря.
Территорию Хорватии можно поделить на три основных геоморфологических региона: побережье Адриатического моря, Среднедунайская низменность и Динарское нагорье. Более половины территории страны занимают равнины с высотами менее 200 м над уровнем моря. Особенно широко равнины распространены на севере Хорватии, в исторической области Славония. Наиболее высокие горы расположены в исторических областях Лика и Горски-Котар, в Динарском нагорье, однако горы меньшей высоты широко распространены и в других частях страны. Высшая точка страны, гора Динара, имеет высоту 1831 м над уровнем моря. Адриатическое побережье Хорватии имеет протяжённость 1777,3 км, тогда как общая длина береговой линии всех островов страны составляет ещё 4058 км. Карстовый рельеф имеет место почти на половине территории Хорватии, особенно широко он проявляется в области Динарского нагорья, а также в некоторых прибрежных и островных районах.
Территории Хорватии относится к бассейну Адриатического моря. Крупнейшие реки страны: Дунай, Сава, Драва, Мура, Купа и Неретва. Большая часть территории государства имеет тёплый и влажный умеренно континентальный климат; средние месячные температуры изменяются от −3 °C до +18 °C. В Хорватии располагаются 444 охраняемые природные территории, которые составляют 8,5 % от общей площади страны.

## Территория и границы

Карта Хорватии

Территория Хорватии составляет 56 594 км², что делает её 127-й по величине страной мира. С географической точки зрения государство может рассматриваться как часть Центральной или Восточной Европы, а также — как часть Балканского полуострова. Хорватия граничит с Боснией и Герцеговиной и Сербией (на востоке), Словенией (на западе), Венгрией (на севере) и Черногорией (на крайнем юго-востоке). На юге омывается водами Адриатического моря. Большая часть страны расположена между 42° и 47° с. ш. и между 13° и 20° в. д. Часть территории на крайнем юго-востоке Хорватии отделена от основной территории узкой полоской земли, известной как Неум, принадлежащей Боснии и Герцеговине.
Крайние точки территории страны:
- Северная:46°33′ с. ш. 16°22′ в. д.HGЯO
- Южная:42°23′ с. ш. 16°21′ в. д.HGЯO
- Западная:45°29′ с. ш. 13°30′ в. д.HGЯO
- Восточная:45°12′ с. ш. 19°27′ в. д.HGЯO

### Границы
Граница с Венгрией протяжённостью 355,5 км является наследником государства Югославия. Большая часть этой границы проходит по реке Драва и восходит ещё к средним векам. Граница в Меджумурской жупании и исторической области Баранья была определена согласно Трианонскому договору 1920 года как граница между Королевством Венгрия и Королевством сербов, хорват и словенцев, позже переименованном в Королевство Югославия. Граница с Боснией и Герцеговиной, а также граница с Черногорией, были во многом определены ещё в ходе оттоманского завоевания и последующей Великой Турецкой войны 1667—1698 годов, и окончательно оформились в ходе Карловицкого мира, Пятой и Седьмой Турецко-венецианских войн. Как и большинство границ между республиками бывшей Югославии, в 1947 году эта граница претерпела небольшие изменения в связи с постановлениями комиссий АВНОЮ. Комиссиями была установлена также современная граница с Сербией в области Срем, проходящая далее, от города Илок по Дунаю, вплоть до границы с Венгрией. Большая часть границы со Словенией была также установлена комиссиями; в основном она была проведена по северо-западному пределу королевства Хорватия и Славония, кроме того комиссиями была обозначена граница в северной части полуострова Истрия, на территориях ранее принадлежавших королевству Италия.
Согласно Парижскому мирному договору с Италией 1947 года, острова Црес, Ластово и Палагружа, а также города Задар и Риека, как и большая часть Истрии, отошли Югославии, а впоследствии — Хорватии. В то же время Свободная территория Триест была определена как подмандатная территория ООН. В 1954 году северная часть территории вошла в состав Италии, а южная — в состав Югославии. Впоследствии югославская часть территории была разделена между республиками Хорватия и Словения по этническому составу проживающего населения.
В конце XIX века в Австро-Венгрии была установлена геодезическая сеть, нулевым стандартом высоты для которой стал уровень Адриатического моря на пирсе Сарторио в Триесте. Этот стандарт стал впоследствии использоваться в Австрии, а кроме того был перенят Югославией и позже — государствами, образовавшимися после её распада, в том числе и Хорватией.
| Словения             | 667,8 км  |
| Венгрия              | 355,5 км  |
| Сербия               | 317,6 км  |
| Босния и Герцеговина | 1011,4 км |
| Черногория           | 22,6 км   |
| Всего                | 2374,9 км |

## Физико-географические регионы
Большая часть территории Хорватии представляет собой низменности; 53,54 % от площади страны расположена на высоте ниже 200 м над уровнем моря. Наибольшее распространение низменности получили на севере страны, где являются частью Среднедунайской низменности. Территории с отметками от 200 до 500 м над уровнем моря занимают 25,61 % от площади Хорватии, а территории с отметками от 500 до 1000 м над уровнем моря — 17,11 %. 3,71 % от площади занимают территории с высотами от 1000 до 1500 м и только 0,15 % — с высотами выше 1500 м над уровнем моря. Наиболее высокая часть страны представлена Динарским нагорьем. Основными физико-географическими регионами Хорватии являются Среднедунайская низменность, Динарское нагорье и Адриатическое побережье.

### Адриатическое побережье

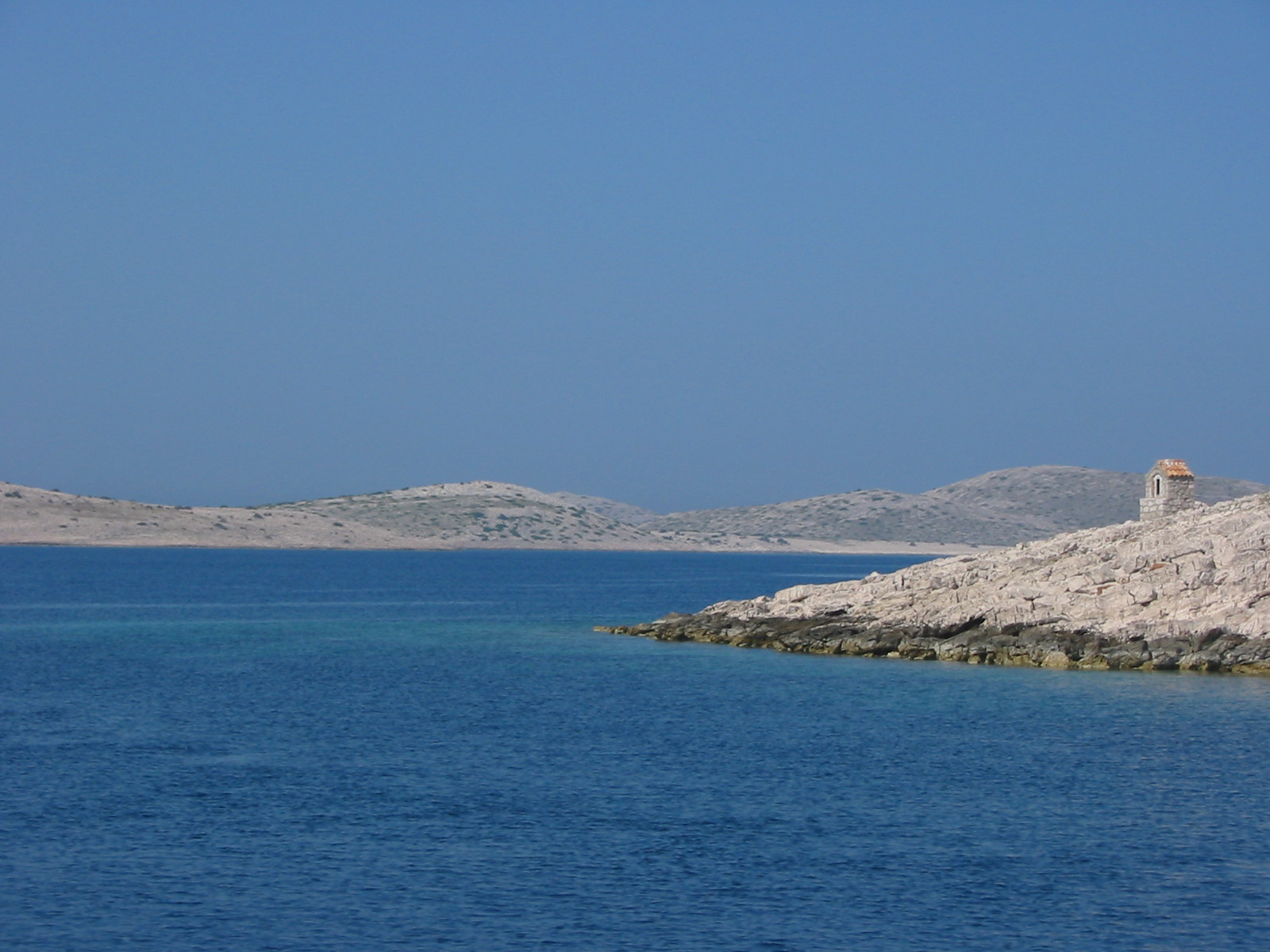
Национальный парк Корнаты

Адриатическое побережье Хорватии имеет протяжённость 1777,3 км; в то же время, общая длина береговой линии всех островов Хорватии составляет ещё 4058 км. Расстояние между крайними западной и восточной точками побережья страны составляет 526 км. Крупнейшими островами страны являются Црес и Крк, площадь каждого из которых составляет около 405,5 км². Самым высоким островом является Брач, возвышаясь над уровнем моря на 780 м. Постоянное население имеет 48 хорватских островов; наиболее населёнными из них являются Крк и Корчула.
Береговая линия страны сильно изрезана. Большая часть побережья характеризуется карстовым рельефом, развившимся в Адриатическом карбонатном массиве. Проявление карста в регионе началось после окончательного поднятия Динарского нагорья в олигоцене и миоцене, когда карбонатные породы подверглись выветриванию. Большая часть восточной части побережья представлена карбонатами; флиши широко распространены в Триестском заливе, заливе Кварнер напротив острова Крк и в Далмации, к северу от Сплита. Аллювиальные отложения на Адриатическом побережье представлены крайне слабо, и распространены главным образом в дельте реки Неретва. Западная Истрия в настоящее время постепенно понижается, опустившись за последние 2000 лет на 1,5 м.
В районе Адриатического побережья довольно обычны землетрясения. Хотя большинство из них очень слабы, каждые несколько десятилетий случаются довольно значительные землетрясения, а каждые несколько столетий — особенно сильные и разрушительные. В средней части побережья имеются свидетельства вулканизма пермского периода, особенно в районе города Комижа на острове Вис и на вулканических островах Ябука и Брусник.

### Динарское нагорье

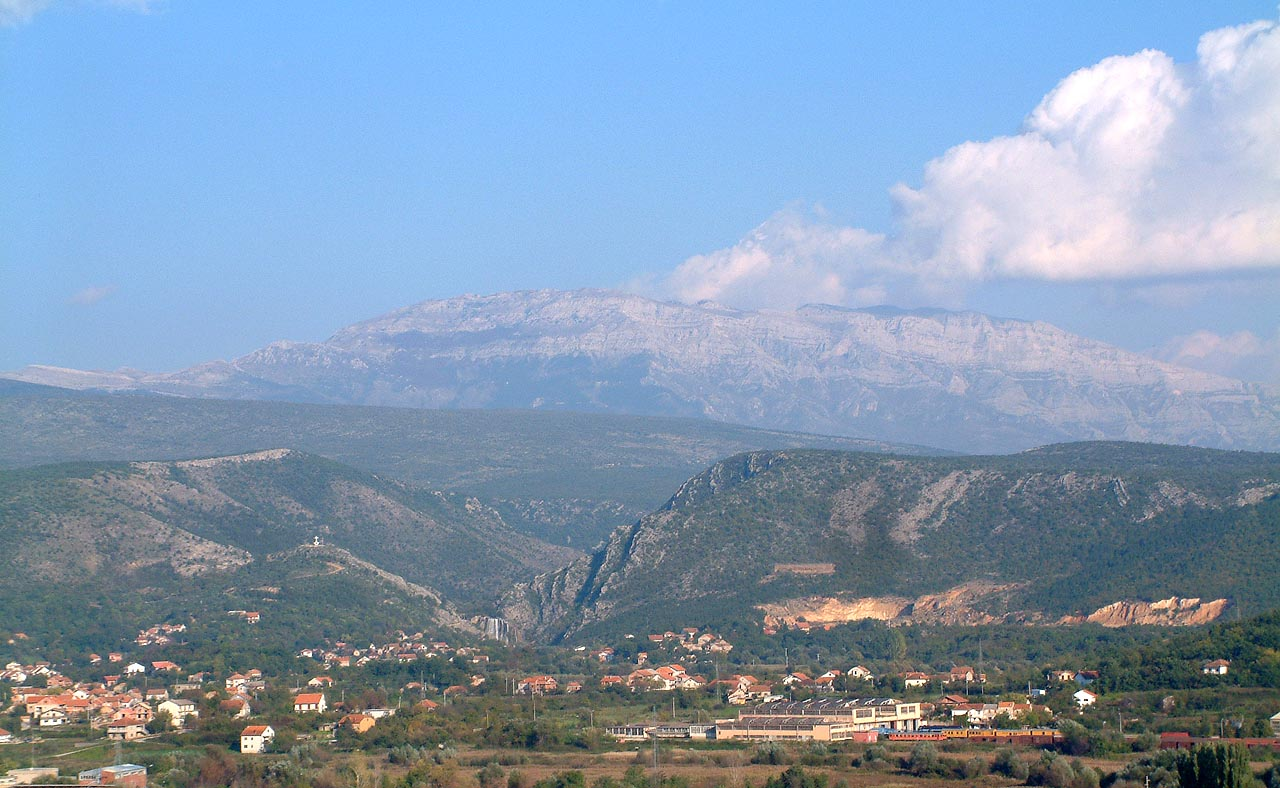
Вид на гору Динара — самую высокую точку Хорватии

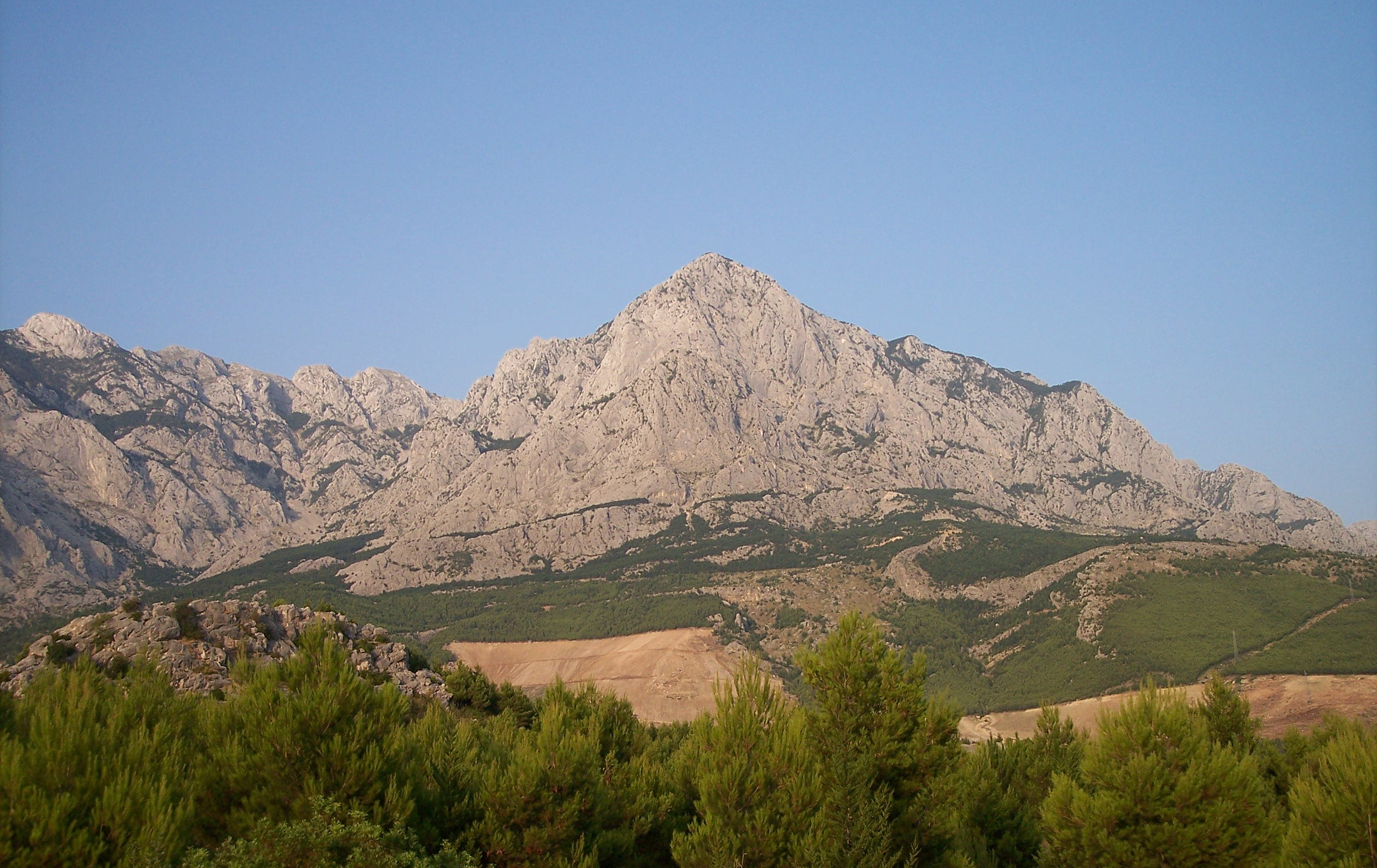
Вид на горный массив Биоково

Динарское нагорье представляет собой складчатую область, протянувшуюся к юго-востоку от Альп. Нагорье включает в себя исторические области Горски-Котар и Лика, а также значительную часть Далмации, протянувшись от массива Жумберак на северо-востоке до хребтов Чичария и Учка — на западе, в Истрии. Динарское нагорье включает в себя высшую точку Хорватии — гору Динара (1831 м). Другие горы с высотой более 1500 м включают: Биоково, Велебит, Плешивица, Велика Капела, Рисняк, Свилая и Снежник. Карстовый рельеф охватывает почти половину территории Хорватии, и особенно широко распространён в районе Динарского нагорья. Благодаря этому в Хорватии имеется множество пещер, 49 из них имеют протяженность более 250 м, 14 — имеют протяжённость более 500 м, а 3 — более 1000 м. Самая длинная пещера в Хорватии, Кита-Гачешина, имеет протяжённость 20 656 м и является одновременно самой длинной пещерой во всём Динарском нагорье.
| Самые высокие горы Хорватии | Самые высокие горы Хорватии | Самые высокие горы Хорватии | Самые высокие горы Хорватии |
| Гора                        | Высота                      | Координаты                  |                             |
| --------------------------- | --------------------------- | --------------------------- | --------------------------- |
| Динара                      | 1831 м                      | 44°03′ с. ш. 16°23′ в. д.   |                             |
| Биоково                     | 1762 м                      | 43°20′ с. ш. 17°03′ в. д.   |                             |
| Велебит                     | 1757 м                      | 44°32′ с. ш. 15°14′ в. д.   |                             |
| Плешевица                   | 1657 м                      | 44°47′ с. ш. 15°45′ в. д.   |                             |
| Велика Капела               | 1533 м                      | 45°16′ с. ш. 14°58′ в. д.   |                             |
| Рисняк                      | 1528 м                      | 45°25′ с. ш. 14°45′ в. д.   |                             |
| Свилая                      | 1508 м                      | 43°49′ с. ш. 16°27′ в. д.   |                             |
| Снежник                     | 1506 м                      | 45°26′ с. ш. 14°35′ в. д.   |                             |

### Среднедунайская низменность
Среднедунайская низменность занимает значительные территории на севере Хорватии и продолжается далее на север, на территорию Венгрии и прилегающие районы сопредельных с ней государств. Образование низменности связано с понижением и выравниванием позднепалеозойского рельефа. Палеозойские и мезозойские формы рельефа можно обнаружить в виде горного хребта Папук и некоторых других гор Славонии. В ходе тектонического поднятия Карпатских гор значительная территория центральной и восточной Европы была отрезана от водосбора Чёрного моря, что в результате привело к образованию здесь Паннонского моря. Паннонское море просуществовало около 9 млн лет; за это время на данной территории образовался слой морских отложений с мощностью до 3000 м. Строение западной части низменности представлено чередующимися горстами и грабенами, которые, вероятно, формировали некогда острова в Паннонском море. Наиболее высокие из таких форм рельефа представлены горными массивами Иваншчица (до 1059 м) и Медведница (до 1035 м), расположенными к северу от Загреба и являющимися частью Хорватского Загорья. Другими примерами являются горы Псунь (984 м) и Папук (953 м) в Славонии. Псунь, Папук и прилегающая к ним цепь холмов Крндийя сложены преимущественно палеозойскими породами с возрастом 300—350 млн лет. Примыкающая к холмам Псунь цепь Пожешка-Гора сложена более молодыми неогенными породами, однако здесь же выходят и верхнемеловые отложения, а также — магматические породы, формирующие гряду холмов длиной около 30 км. Данная гряда является крупнейшим выходом магматических пород в пределах Хорватии. Небольшой участок магматических пород имеется также и в районе Папук, близ деревни Вочин. Эти два района, также как и гряда Мославачка-Гора, возможно, являются остатками вулканической дуги, образовавшейся при тех же условиях столкновения тектонических плит, что и Динарское нагорье.

## Гидрология

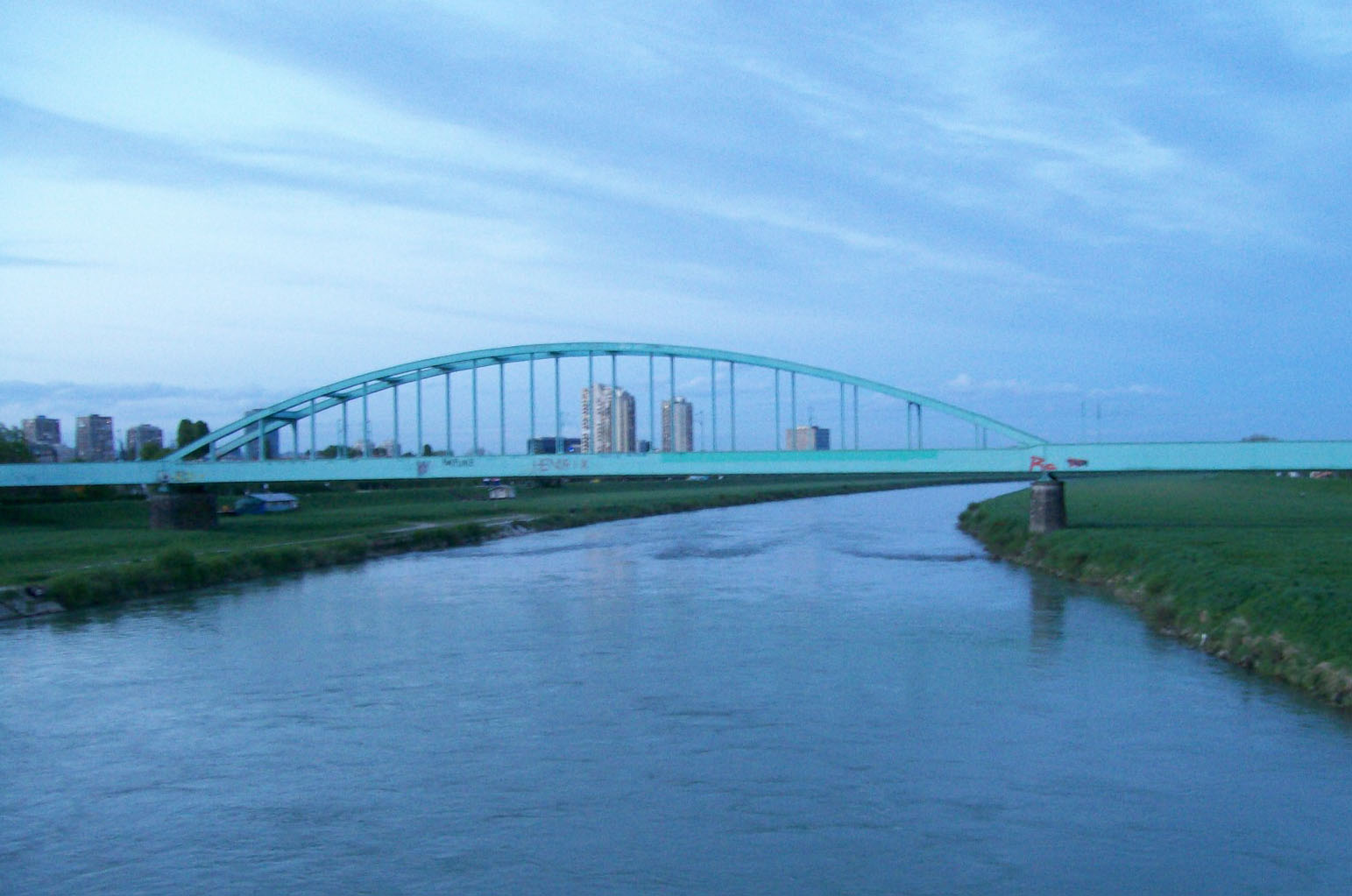
Железнодорожный мост через реку Сава в Загребе

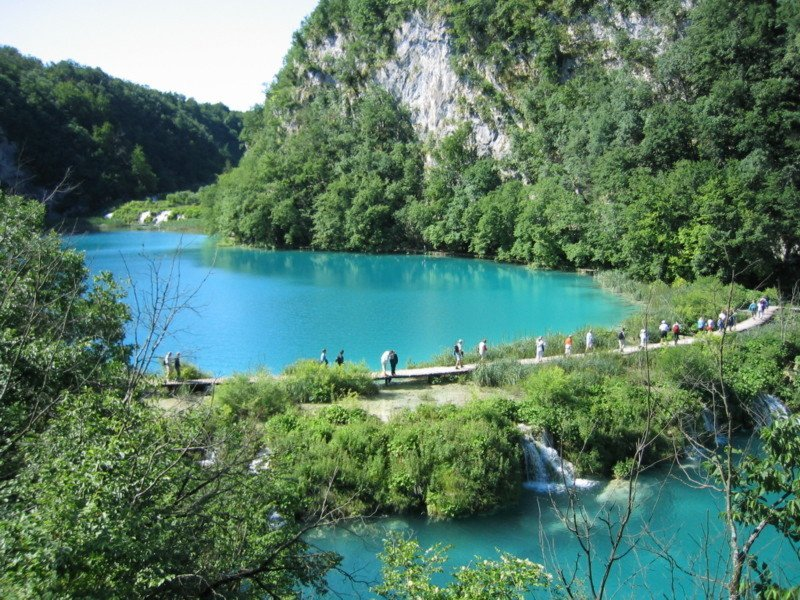
Плитвицкие озёра

62 % территории Хорватии принадлежат к бассейну Адриатического моря. На данной территории протекают крупнейшие реки страны: Дунай, Сава, Драва, Мура и Купа. Оставшаяся часть территории государства относится к бассейну Адриатического моря, наиболее значительной рекой в данном районе является Неретва. Самой длинной рекой Хорватии является Сава (562 км); вслед за ней следуют Драва (505 км), Купа (296 км) и участок Дуная длиной 188 км. Длиннейшая река впадающая в Адриатическое море — Цетина (101 км), кроме того Хорватии принадлежит 20 км участок реки Неретва.
Крупнейшим озером страны является Вранское озеро с площадью 30,7 км², расположенное в северной Далмации. Крупнейшими искусственными водоёмами являются водохранилища Дубравское (17,1 км²), расположенное на реке Драва близ Вараждина, и Перучанское (13,0 км²), расположенное на реке Цетина. Четвёртым по площади водоёмом страны и вторым по площади естественным озером является озеро Проклянское (11,1 км²), расположенное в нижнем течении реки Крка, в 10 км к северу от Шибеника. Вараждинское водохранилище на реке Драва (10,1 км²) — пятый по величине водоём страны и третий по величине искусственный водоём. Наиболее известными озёрами Хорватии является система из 16 Плитвицких озёр, соединённых между собой водопадами и разделёнными естественными плотинами. Каждое озеро их этой группы имеет свой собственный цвет, варьирующего от бирюзового до цвета мяты, от серого до голубого.
Хорватия имеет значительные водно-болотные угодья. 4 из них имеют международное значение согласно Рамсарской конвенции: Лоньско поле — вдоль рек Сава и Лонья близ города Сисак; Копачки Рит — в месте слияния Дравы и Дуная; дельта реки Неретва и Црна Млака близ города Ястребарско.

## Климат
Большая часть территории Хорватии характеризуется влажным умеренно континентальным климатом. Средние месячные температуры изменяются от −3 °C (в январе) до +18 °C (в июле). Наиболее холодная часть страны — горные районы Лика и Горски-Котар. Наиболее тёплая часть Хорватии — Адриатическое побережье, характеризующееся средиземноморским климатом. Рекордно низкая температура за период метеонаблюдений была зафиксирована 3 февраля 1919 года городе Чаковец и составила −35,5 °C. Рекордно высокая температура на территории Хорватии была зафиксирована 5 июля 1950 года в городе Карловац и составила +42,4 °C.
Средний годовой уровень осадков изменяется от 600 до 3500 мм в зависимости от конкретного географического региона. Наименьшее количество осадков выпадает на некоторых внешних островах (Вис, Ластово, Бишево и Светац), а также в восточных районах Славонии. Наиболее влажные районы страны расположены в Динарском нагорье и регионе Горски-Котар. Наиболее солнечные районы страны — внешние острова, Хвар и Корчула, где отмечается более 2700 солнечных часов в год. Вслед за ними идут Адриатическое побережье и Славония с более чем 2000 солнечных часов в год. Внутренние регионы страны обычно характеризуются лёгкими ветрами. Наиболее сильные ветры в Хорватии отмечаются в холодное время года в прибрежных районах страны, обычно в форме бора или сирокко.

## Живая природа

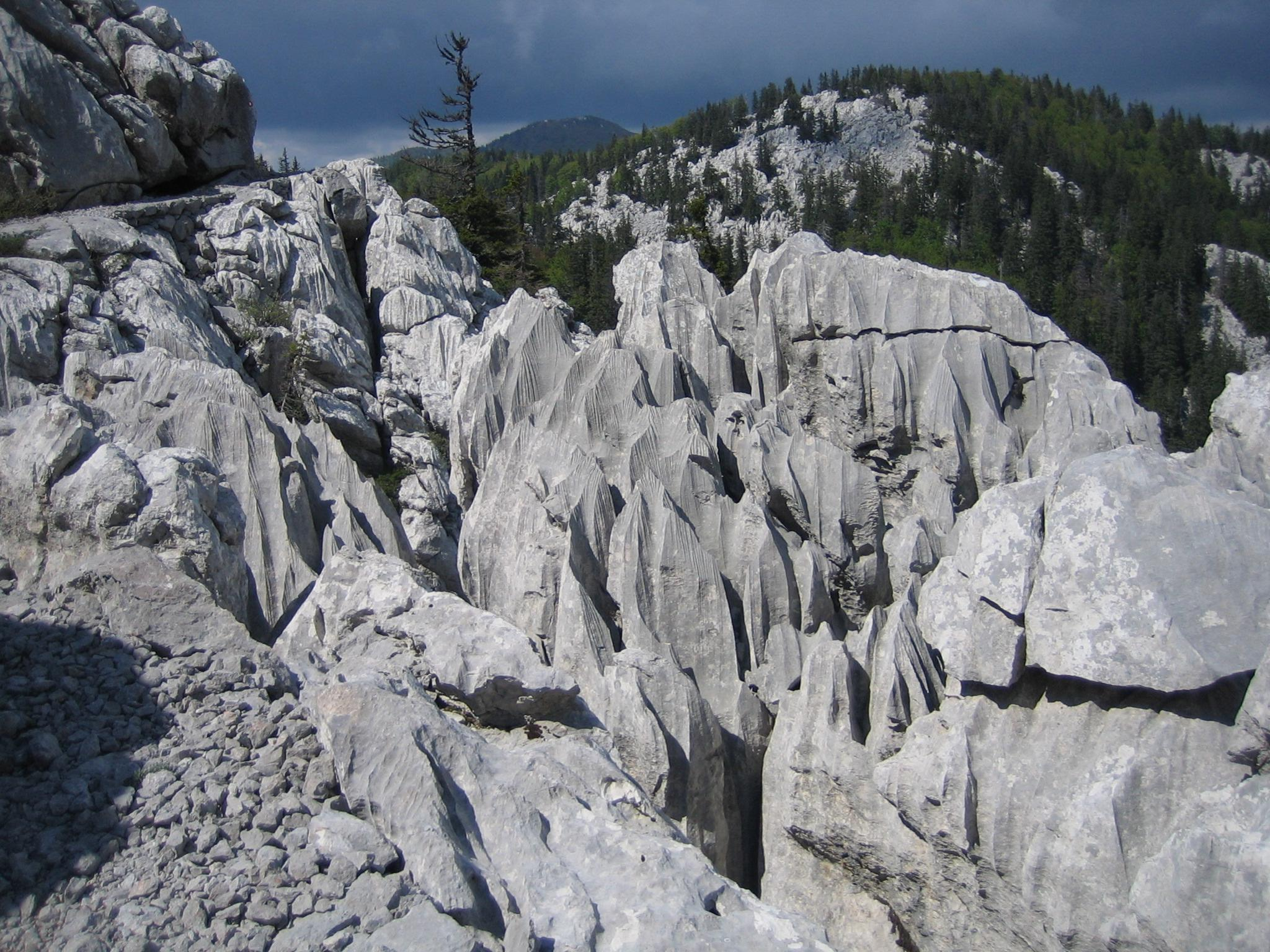
Карстовые формы рельефа в национальном парке Северный Велебит

В зависимости от климатических и геоморфологических особенностей Хорватия может быть подразделена на несколько экорегионов. Таким образом, страна является одной из наиболее богатых в Европе в плане биологического разнообразия. Обычно выделяют 4 экорегиона: средиземноморский (на побережье Адриатического моря), альпийский (горные районы Лика и Горски-Котар), среднедунайский (вдоль Дравы и Дуная) и континентальный (все остальные регионы). Благодаря проявлениям карста, на территории Хорватии имеется около 7000 пещер, многие из которых населены различными троглобионтами (обитают только в пещерах), такими как европейский протей и пещерные саламандры. Леса занимают территорию около 26 487,6 км², что составляет 46,8 % от общей площади страны. Другие места обитания включают такие территории как водно-болотные угодья, луга, кустарники, море и прибрежные земли. Хорватия расположена в иллирийской и центрально-европейской провинциях циркумбореальной флористической области, а также в адриатической провинции средиземноморской области. Всемирный фонд дикой природы подразделяет Хорватию на 3 экорегиона: смешанные леса Среднедунайской низменности, смешанные леса Динарского нагорья и иллирийские широколиственные леса. Биомы Хорватии включают: смешанные леса и средиземноморские леса и кустарники.
На территории Хорватии обитают 38 226 таксонов, 2,8 % из которых являются эндемиками; реальное количество таксонов (включая ещё неоткрытые) следует оценивать между 50 000 и 100 000. Только за период с 2000 по 2005 годы на территории страны были открыты около 400 новых таксонов беспозвоночных. Тысячи эндемичных видов обитают в горах Велебит и Биоково, а также на островах Адриатического моря и в карстовых реках. Законодательно под различной степенью защиты находятся 1131 вид. В Хорватии имеются 444 охраняемых природных территорий, которые составляют 8,5 % общей площади страны. Они включают 8 национальных парков, 2 заповедника и 11 природных парков (эти объекты составляют 78 % от территории всех охраняемых природных территорий). Самый известный и самый старый национальный парк Хорватии — Плитвицкие озёра, является объектом Всемирного наследия ЮНЕСКО. Природный парк Велебит является частью программы ЮНЕСКО Человек и биосфера. Все национальные и природные парки, а также заповедники находятся под управлением центрального правительства страны, тогда как другие природоохранные территории управляются правительствами жупаний. В 2005 году была основана Национальная экологическая сеть Хорватии, как первый шаг на пути присоединения к сети Натура 2000 после вступления в ЕС в 2013 году.
| Количество известных и эндемичных таксонов Хорватии | Количество известных и эндемичных таксонов Хорватии | Количество известных и эндемичных таксонов Хорватии | Количество известных и эндемичных таксонов Хорватии | Количество известных и эндемичных таксонов Хорватии |
| Название                                            | Известные таксоны                                   | Эндемики                                            | Эндемики в %                                        |                                                     |
| --------------------------------------------------- | --------------------------------------------------- | --------------------------------------------------- | --------------------------------------------------- | --------------------------------------------------- |
| Растения                                            | 8871                                                | 523                                                 | 5,90 %                                              |                                                     |
| Грибы                                               | 4500                                                | 0                                                   | -                                                   |                                                     |
| Лишайники                                           | 1019                                                | 0                                                   | -                                                   |                                                     |
| Млекопитающие                                       | 101                                                 | 5                                                   | 4,95 %                                              |                                                     |
| Птицы                                               | 387                                                 | 0                                                   | -                                                   |                                                     |
| Пресмыкающиеся                                      | 41                                                  | 9                                                   | 21,95 %                                             |                                                     |
| Земноводные                                         | 20                                                  | 7                                                   | 35,00 %                                             |                                                     |
| Пресноводные рыбы                                   | 152                                                 | 17                                                  | 12,00 %                                             |                                                     |
| Морские рыбы                                        | 442                                                 | 6                                                   | 1,36 %                                              |                                                     |
| Наземные беспозвоночные                             | 15 228                                              | 350                                                 | 2,30 %                                              |                                                     |
| Пресноводные беспозвоночные                         | 1850                                                | 171                                                 | 9,24 %                                              |                                                     |
| Морские беспозвоночные                              | 5655                                                | 0                                                   | -                                                   |                                                     |
| Всего                                               | 38 266                                              | 1088                                                | 2,84 %                                              |                                                     |

## Экология
Ввиду того, что 50 % населения Хорватии проживают на 26,8 % территории страны, экологический след населения и промышленности сильно различается в зависимости от конкретного региона. Этот показатель особенно высок в городе и жупании Загреб, где на 6,6 % территории государства проживает 25 % его населения. Экологический след особенно высок ввиду возрастающего развития населённых пунктов и морского побережья и зачастую приводит к фрагментации среды обитания.
Хорватское агентство по защите окружающей среды, общественный институт, учреждённый правительством Хорватии для сбора и анализа информации об окружающей среды, обозначил последующие экологические проблемы, а также методы уменьшения воздействия на окружающую среду. Эти проблемы включают наличие нелегальных свалок бытовых отходов. В период с 2005 по 2008 годы 62 легальные и 423 нелегальных свалок были реконструированы. В тот же период, число лицензий на управление бытовыми отходами было удвоено, тогда как годовой объём твердых бытовых отходов увеличился на 23 %, достигнув 403 килограммов на душу населения. На всей территории страны имеются проблемы связанные с окислением и органическим обеднением почв, наряду с засолением почв в долине реки Неретва и распространением ареала щелочных почв в Славонии.
Загрязнение воздуха в Хорватии резко сократилось в 1991 году вслед за падением промышленного производства в ходе войны за независимость страны, и достигло довоенного уровня только к 1997 году. Использование гидрообессеривания способствовало к понижению выбросов диоксида серы на 25 % в период с 1997 по 2004 годы, а также к последующему понижению этих выбросов ещё на 7,2 % к 2007 году. Использование неэтилированного бензина в тот же период с1997 по 2004 годы понизило выбросы свинца на 91,5 %. Измерения качества воздуха показали, что в сельской местности воздух можно считать чистым, а в городских территориях — в целом соответствующим требованиям законодательства. Основными источниками выброса парниковых газов в Хорватии являются: производство энергии (72 %), промышленность (13 %) и сельское хозяйство (11 %). Ежегодный пророст выброса парниковых газов составляет 3 %, оставаясь в пределах, определяемых Киотским протоколом. В период между 1990 и 2007 годами использования веществ, разрушающих озоновый слой, сократился на 92 %; их использование может быть полностью запрещено уже к 2015 году.
За период между 2004 и 2008 годами число станций мониторинга загрязнения поверхностных вод увеличился на 20 %; Хорватское агентство по защите окружающей среды сообщает о 476 случаях загрязнения воды за этот же период. В то же время уровень загрязнения вод органическими отходами несколько уменьшился, что объясняется завершением строительства новых очистных сооружений, количество которых увеличилось на 20 %, достигнув в общей сложности 101. Почти все подземные воды страны — относительно высокого качества; качество поверхностных вод сильно различаются по биохимическим и бактериологическим показателям. На 2008 год 80 % населения Хорватии подключено к государственной системе водоснабжения, однако, только 44 % населения подключены к системе канализации с использованием септиков. Мониторинг качества воды в Адриатическом море в период с 2004 по 2008 годы показал довольно хорошие олиготрофные условия вдоль большей части побережья; участки повышенной эвтрофикации были выявлены в Бакарском заливе, заливе Каштела, порту Шибеника и близ города Плоче. Другие районы загрязнения были выявлены вблизи крупных прибрежных городов. В период с 2004 по 2008 годы были зафиксированы 283 случая загрязнения морских вод (в том числе в 128 случаях загрязнения производилось с судов), это на 15 % меньше по сравнению с периодом, который охватывал предыдущий доклад (1997 — август 2005 года).

## Землепользование

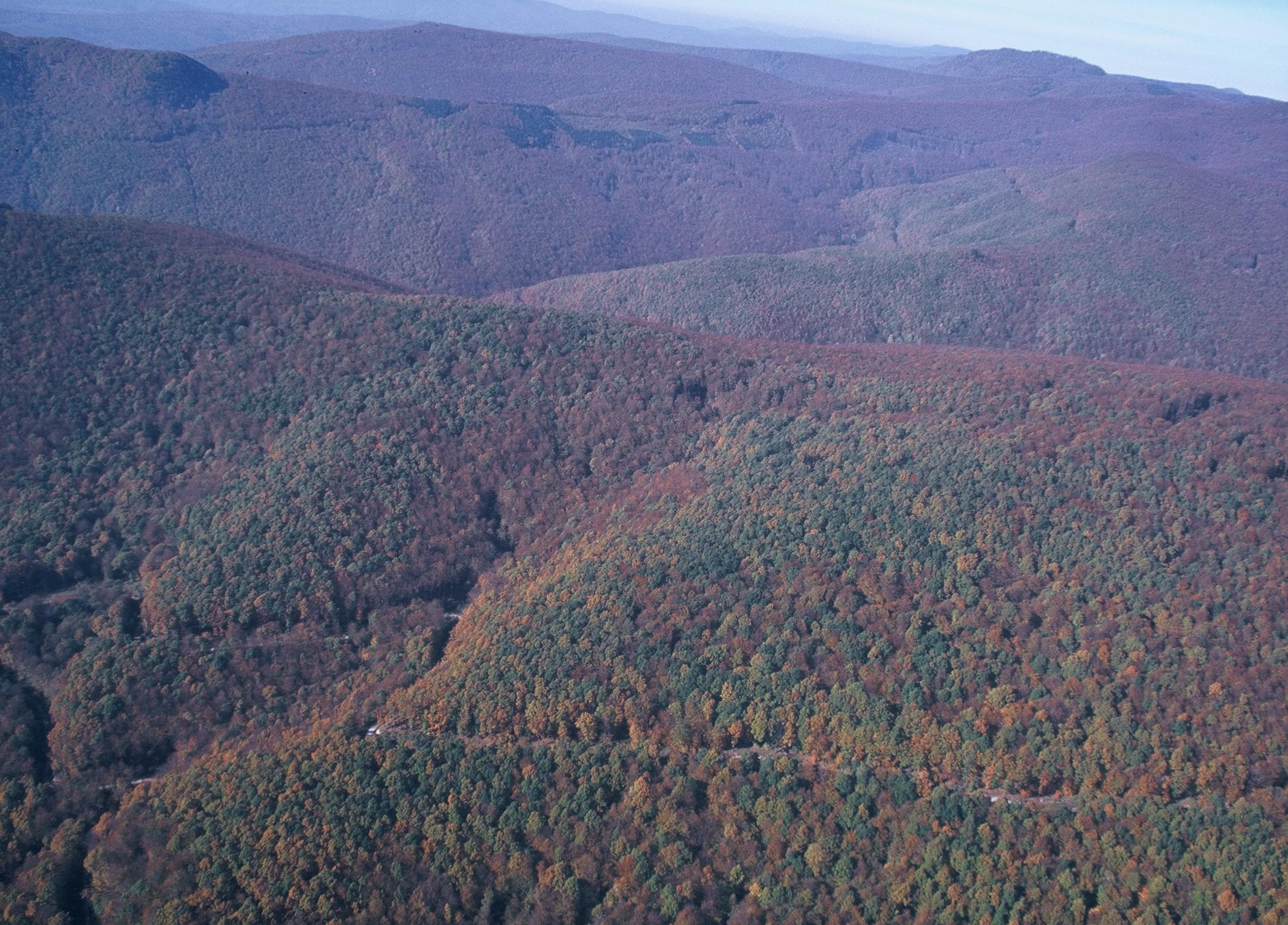
Горы Папук покрытые лесами

По данным на 2006 год, площадь лесов в Хорватии составляет 26 487,6 км² (46,8 % от площади страны). 22 841 км² (40,4 %) занимают различные сельскохозяйственные угодья, из них 4389,1 км² используется для выращивания постоянных культур. Кустарник и травянистые местности занимают 4742,1 км² (8,4 %), внутренние воды — 539,3 км² (1,0 %), а болота — только 200 км² (0,4 % от общей площади страны). Площадь искусственных поверхностей (городские районы, дороги, спортивные площадки и др. рекреационные сооружения) составляет 1774,5 км² (3,1 % от площади Хорватии). Основные изменения в землепользовании характеризуются преимущественно в расширении территории населённых пунктов и строительстве дорог.
После войны за независимость страны в Хорватии имеются множество минных полей, примерно очерчивающих бывшие линии фронта. По данным на 2006 год подозреваемыми минными полями была покрыта территория в 954,5 км². По данным на 2012 год 62 % заминированных территорий находятся в лесах, 26 % — в сельскохозяйственных угодьях и 12 % — в других землях. Полное разминирование этих территорий планируется осуществить к 2019 году.

## География населения

Плотность населения (чел/км²) по жупаниям:
<30
30-49
50-69
70-89
90-119
120-200
>1200

Постоянное население Хорватии по данным последней переписи 2011 года составляет 4,29 млн человек. Средняя плотность населения составляет 75,8 чел/км². Средняя ожидаемая продолжительность жизни — 75,7 лет. Население государство последовательно росло (за исключением периода двух мировых войн) с 2,1 млн жителей в 1857 году до 4,7 млн жителей в 1991 году. Начиная с 1991 года, смертность превысила рождаемость, что привело к естественной убыли населения. Сегодня Хорватии находится на стадии демографического перехода в четвёртой и пятой фазах. Средний возраст населения составляет 41,4 лет. Половая структура: на 1 женщину приходится 0,93 мужчин.
89,6 % населения страны составляют хорваты; национальные меньшинства представлены сербами (4,5 %) и ещё 21 этнической группой (менее 1 % каждая), признанными конституцией Хорватии. История страны включает несколько значительных миграций: приход хорватов в данный регион , рост венгеро- и германоязычного населения после Унии Германии и Венгрии, присоединение к империи Габсбургов, миграции вызванные оттоманскими завоеваниями, рост италоязычного населения в Истрии и Далмации во время правления здесь Венецианской республики. После распада Австро-Венгрии венгерское население резко сократилось; германоязычные жители были вынуждены покинуть территорию страны после Второй мировой войны, также как и италоязычное население. XIX и XX века были отмечены значительными миграциями за рубеж по экономическим соображениям. В 1940-е и 1950-е годы имели место внутренние миграции в пределах Югославии, а также урбанизацией. Недавние миграции населения на территории Хорватии обусловлены войной за независимость страны; в результате событий начала 1990-х годов сотни тысяч людей мигрировали с мест своего проживания.
Единственным государственным языком страны является хорватский, однако языки некоторых конституционно признанных меньшинств официально используются в некоторых местных органов власти. Хорватский является родным примерно для 96 % населения. По данным на 2009 год, 78 % хорват заявили о знании как минимум одного иностранного языка, главным образом английского. 87,8 % населения исповедует католицизм; 4,4 % составляют православные христиане, 1,3 % — мусульмане. Уровень грамотности населения составляет 98,1 %. Доля лиц старше 15 лет, имеющих какие-либо академические степени, быстро растёт; в период с 2001 по 2008 годы доля этих лиц удвоилась, достигнув 16,7 %. На образование расходуется около 4,5 % от ВВП государства. Начальное и среднее образование доступно на хорватском и языках признанных национальных меньшинств. В 2010 году на систему здравоохранения было выделено 6,9 % от ВВП. Средний чистый месячный доход на душу населения по данным на сентябрь 2011 года составил 5397 кун (€729).

### Города
Уровень городского населения в Хорватии составляет 56 %. Столица страны, город Загреб, имеет население 686 568 человек, тогда как население городской агломерации по данным на 2001 год составляло 978 161 человек (почти 41 % всего городского населения Хорватии). Города Сплит и Риека расположены на побережье Адриатического моря и имеют население более 100 000 человек. Ещё 4 города страны (Осиек, Задар, Пула и Славонски-Брод) имеют население свыше 50 000 человек.